# William Abitbol
Pour les articles homonymes, voir Abitbol.
William Abitbol est un homme politique français né le 6 septembre 1949 dans le 16e arrondissement de Paris et mort le 22 décembre 2016 dans le 15e arrondissement de Paris.

## Biographie

### Jeunesse
Né d’un père juif tunisien et d’une mère catholique croate, William Abitbol passe son baccalauréat au lycée français de Bruxelles.

Militant au Betar, il entre en parallèle, en 1967, au mouvement Occident ; après la dissolution d'Occident, il devient membre d'Ordre nouveau, où il est responsable du bulletin interne, Ordre nouveau informations. Il reconnaît ouvertement ce passé, déclarant en 1999 au Monde : 

« J'aimais bien la bagarre. Les coups de manche de pioche, on en prend et on en donne, ça n'a jamais tué personne,. »

### Formation
Après être passé par l'Institut d'études politiques de Paris, dont il n'obtient pas le diplôme, il devient publicitaire et crée Inédit Productions.

### Carrière
Il est chargé de mission au cabinet du Premier ministre, Jacques Chaban-Delmas, de 1970 à 1974. Après avoir rencontré Charles Pasqua en 1976 par l'intermédiaire de Jean-Jacques Guillet, Abitbol devient, de 1993 à 1995, son chargé de mission alors qu'il est ministre de l'Intérieur. Devenu son « homme de l'image », chargé de sa communication, il a été président du club pasquaïen Demain la France dès 1995 à 1999, il rédige, selon ses dires, la profession de foi de Jacques Chirac pour l'élection présidentielle de 1981.
Il est député au Parlement européen de 1999 à 2004, élu avec Paul-Marie Coûteaux, sur la liste souverainiste Rassemblement pour la France et l'indépendance de l'Europe (RPFIE) conduite par Charles Pasqua et Philippe de Villiers. Il siège au Groupe Union pour l'Europe des nations de 1999 à 2001, puis au sein du Groupe pour l'Europe des démocraties et des différences de 2001 à 2004.
Après avoir été membre du RPR, il rejoint le Rassemblement pour la France créé par Charles Pasqua et Philippe de Villiers à la suite du succès des élections du Parlement européen de 1999.
Il quitte toutefois le parti en 2000 en raison d’un désaccord sur la ligne du mouvement, qu’il accuse de se placer dans le dispositif de Jacques Chirac pour la présidentielle de 2002. Il lance alors Combats souverainistes en janvier 2001, puis se rallie à la candidature de Jean-Pierre Chevènement à l'élection présidentielle de 2002. Il s'agit de rapprocher les souverainistes de droite et de gauche, ce qu’il appelle les « républicains des deux rives ».
Après sa non-réélection en 2004 au Parlement européen, où il se présentait sur une liste du RPFIE, il commence une seconde carrière. En 2007, il ouvre un restaurant, baptisé « Alfred », près du Palais-Royal à Paris, où il est également cuisinier. Cet établissement est aujourd'hui fermé.
Il meurt d'un cancer foudroyant le 22 décembre 2016,.

### Vie privée
William Abitbol a été l'époux de Bénédicte de Kerprigent.

## Publication
- La Langue française, Paris, L'Épure, coll. « Dix façons de l'enrichir », 2006, 10 p. (ISBN 2-914480-99-7, BNF 40174055).